# Joan Antoni Caballol i Angelats
Joan Antoni Caballol i Angelats   (Tortosa, 1964) és un empresari i polític català.